# Филлой, Ариэль
Ариэль Филлой (итал. Ariel Filloy; род. 11 марта 1987 года в Кордове, Аргентина) — итальянский и аргентинский профессиональный баскетболист, играющий на позиции разыгрывающего защитника. Выступает за баскетбольный клуб «Виктория Либертас» и национальную сборную Италии.

## Карьера

### Клубная
После нескольких лет выступлений во второй по силе лиге Италии с командами «Динамо» (Сассари) и «Римини Крабс», Филлой дебютировал в Серии А в 2008 году, когда клуб «Олимпия Милан» предложил игроку контракт дл 2012 года. Филлой выступал за клуб в сезонах 2008-09 и 2011-12, а также отправлялся в аренду в клубы второго дивизиона «Ваноли»,, «Скафати» и «Пистоя Баскет».
Выступал за «Олимпию Милан» до августа 2012 года, после чего был отчислен. В итоге вернулся в команду второго дивизиона «Триест».
Летом 2013 года вернулся в Серию А с командой «Реджана». В этом же сезоне выиграл Кубок вызова ФИБА.
После этого Филлой вернулся в клуб «Пистоя Баскет 2000» до конца сезона 2016 года.
По окончании сезона 2015-16, подписал контракт с командой «Рейер Венеция».

### Международная
Филлой был приглашен тренером Этторе Мессиной для участия в Чемпионате Европы 2017 года в Турции. На турнире являлся основным разыгрывающим защитником.

## Достижения
- Обладатель Кубка вызова ФИБА: 2013/2014
- Чемпион Италии: 2016/2017